# Rafael Zubarán Capmany

Zubarán vào khoảng năm 1914

Rafael Epifanio Zubarán Capmany (7 tháng 4 năm 1875 – 1 tháng 2 năm 1948) là một luật sư người Mexico đến từ Campeche, từng giữ chức Bộ trưởng Bộ Nội vụ Mexico và là đại diện cho các quốc gia ABC tại Hội nghị hòa bình Niagara Falls vào năm 1914. Ông là Bsộ trưởng Bộ Kinh tế México từ năm 1920 đến năm 1922.

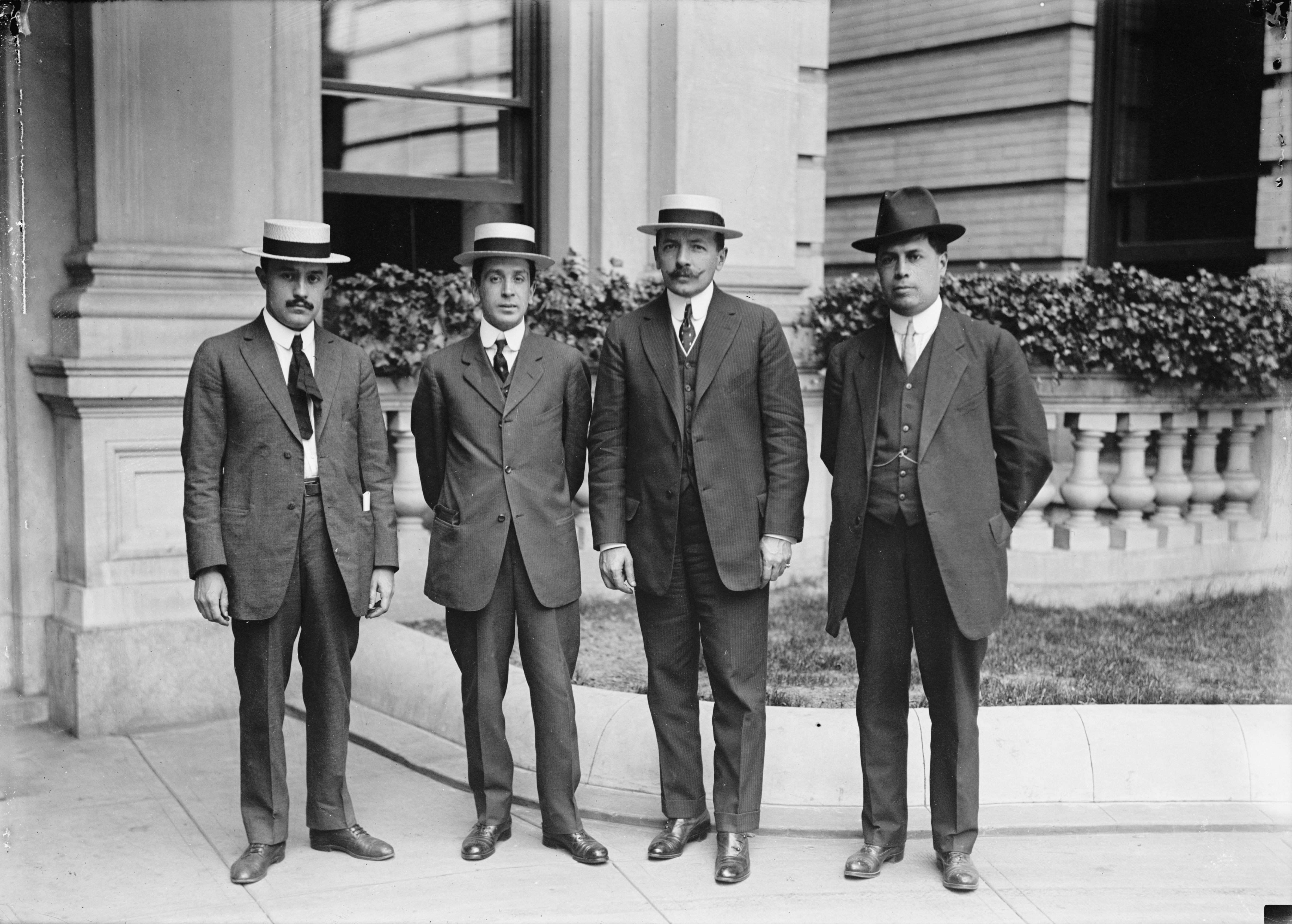
José Vasconcelos, José Urquidi, Rafael Zubarán và Peredo
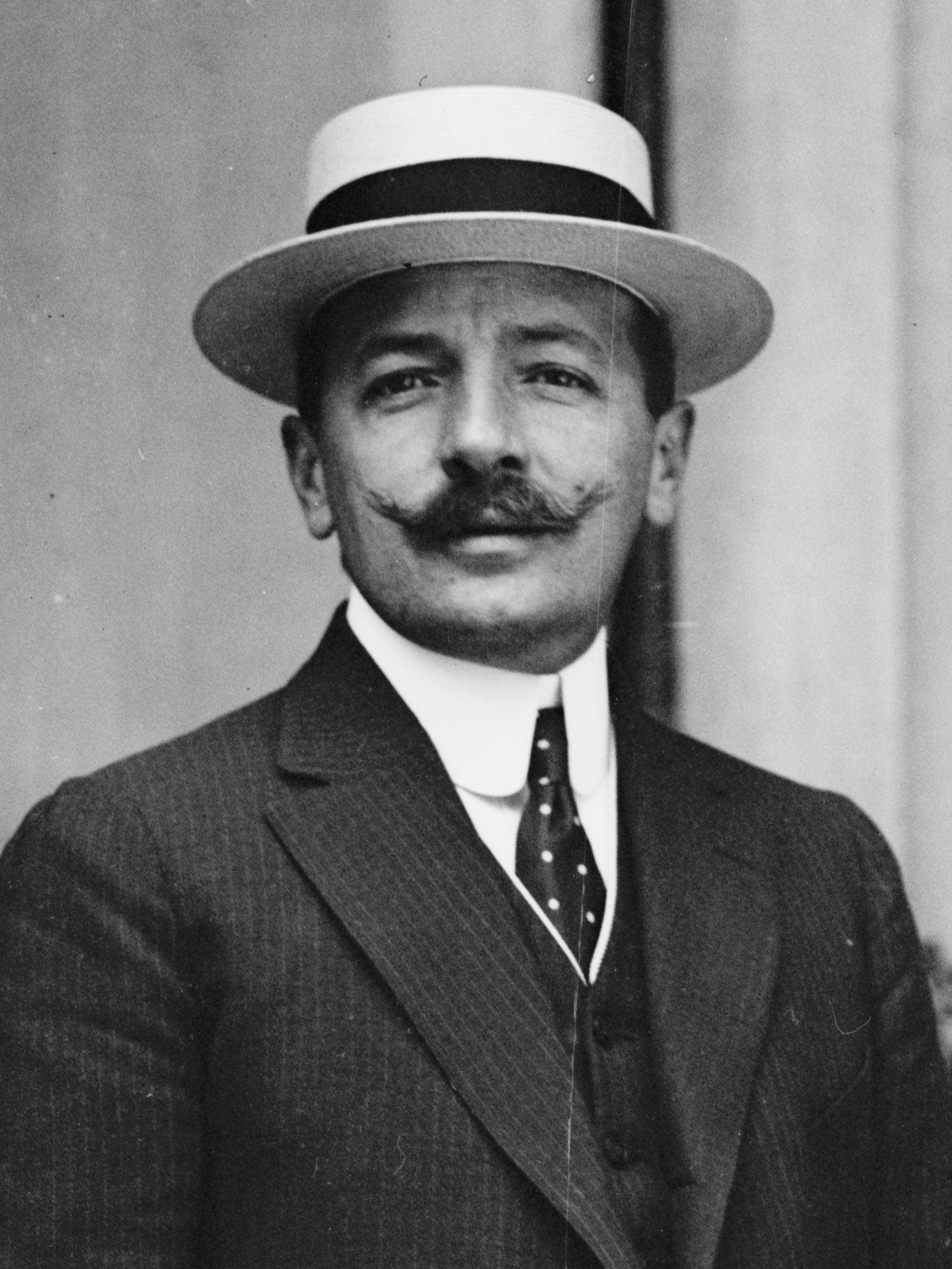
Rafael Zubarán Capmany năm 1914
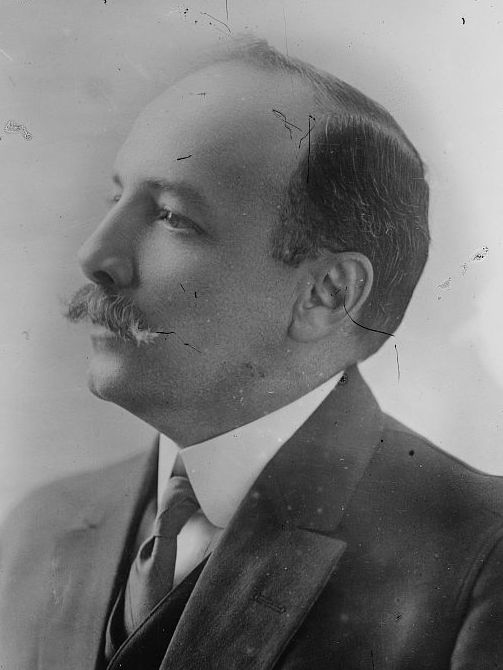